# Mélissa Désormeaux-Poulin

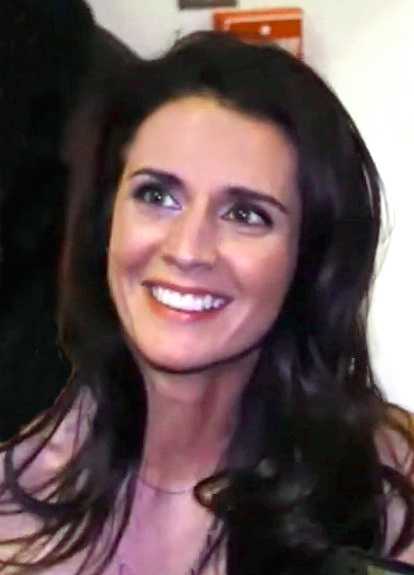
Mélissa Désormeaux-Poulin im Jahr 2017

Mélissa Désormeaux-Poulin (* 1981) ist eine kanadische Schauspielerin.

## Leben
Mélissa Désormeaux-Poulin wurde 1981 in Québec als Tochter einer Kommunikations-Direktorin und eines Lehrers geboren. Sie wuchs im Montrealer Arrondissement Le Plateau-Mont-Royal auf. Im Alter von sechs Jahren trat sie erstmals in einem Werbespot für eine Marke von Frühstücksflocken auf.
Ab Ende der 1980er Jahre trat Désormeaux-Poulin in ersten kanadischen Fernsehproduktionen auf. Von 1994 bis 1996 übernahm sie in der Fernsehserie Les Héritiers Duval die Rolle der Marie-Andrée Régnier . Es folgten Rollen in zahlreichen weiteren Produktionen. 2007 übernahm sie in der an den kanadischen Kinokassen erfolgreichen Komödie À vos marques, party! die Hauptrolle der Gaby Roberge. Der zweite Teil À vos marques... Party! 2 folgte 2009.
International bekannt wurde Désormeaux-Poulin 2010 durch ihre Rolle in Denis Villeneuves Oscar-nominiertem Drama Die Frau, die singt, in dem sie die Jeanne Marwan verkörperte. In David Lamberts Drama Jenseits der Mauern war Désormeaux-Poulin als Anka zu sehen.
Seit dem Jahr 2016 spielt sie in der Fernsehserie Ruptures die Hauptrolle der Anwältin Ariane Beaumont.
Désormeaux-Poulin wohnt mit ihrem Lebensgefährten und ihren zwei Töchtern in Chambly.

## Filmografie (Auswahl)
- 1994–1996: Les Héritiers Duval (Fernsehserie, 35 Episoden)
- 1997: Les aventures de la courte échelle (Fernsehserie, 3 Episoden)
- 2002: Asbestos (Miniserie, 6 Episoden)
- 2003: Chartrand et Simonne (Fernsehserie, Episode 2x04 Le deuxième front: 1970)
- 2003–2004: Grande Ourse (Fernsehserie, 2 Episoden)
- 2004: Les Bougon: C'est aussi ça la vie (Fernsehserie, Episode 2x13 Désintox)
- 2004: Ramdam (Fernsehserie, Episode 4x22 Journée sexy)
- 2004: Un monde à part (Fernsehserie, 2 Episoden)
- 2007: À vos marques, party!
- 2009: Dédé, à travers les brumes
- 2009: À vos marques... Party! 2
- 2010: Die Frau, die singt (Incendies)
- 2010–2012: Les rescapés (Fernsehserie, 23 Episoden)
- 2012: Jenseits der Mauern (Hors les murs)
- 2012: Omertà
- 2012: Lance et compte: La déchirure (Fernsehserie, 9 Episoden)
- 2013: Mon meilleur ami (Miniserie, 5 Episoden)
- 2013: Gabrielle – (K)eine ganz normale Liebe (Gabrielle)
- 2014: Ces gars-là (Fernsehserie, 10 Episoden)
- 2014–2018: Mensonges (Fernsehserie, 37 Episoden)
- 2016–2019: Ruptures (Fernsehserie, 58 Episoden)
- 2017: Menage à Trois – Drei sind (k)einer zu viel (Le trip à trois)
- 2018: Dérive
- 2020: Épidémie (Fernsehserie, 10 Episoden)
- 2021: Survivre à ses enfants (Fernsehserie, 13 Episoden)
- 2021: Lac-Noir (Fernsehserie, 8 Episoden)
- 2022: Classé Secret (Fernsehserie, 10 Episoden)